# Antrozous pallidus
Espèce
Statut de conservation UICN

 LC  : Préoccupation mineure
Antrozous pallidus, appelée communément Chauve-souris blonde, est une espèce de chauve-souris de la famille des Vespertilionidae indigène de l'Amérique du Nord.

## Distribution et populations

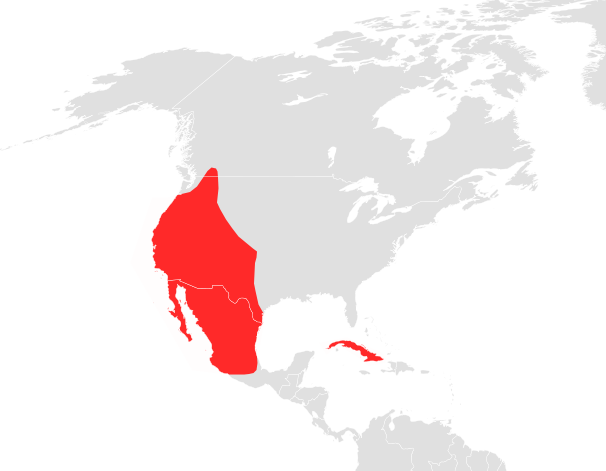
Répartition de la chauve-souris blonde.

Antrozous pallidus est une espèce qu'on retrouve dans l'ouest de l'Amérique du Nord, du centre du Mexique au sud de la Colombie-Britannique, au Canada. Au Canada, son aire de répartition se limite à une région de tout au plus 500 km2 dans la vallée de l'Okanagan, dans le sud de la Colombie-Britannique. La taille de la population canadienne n'est pas connue, mais elle est probablement très petite. Des observations récentes indiquent que l'espèce se reproduit au Canada, mais on ne sait pas si elle passe l'hiver dans le pays.

## Habitat

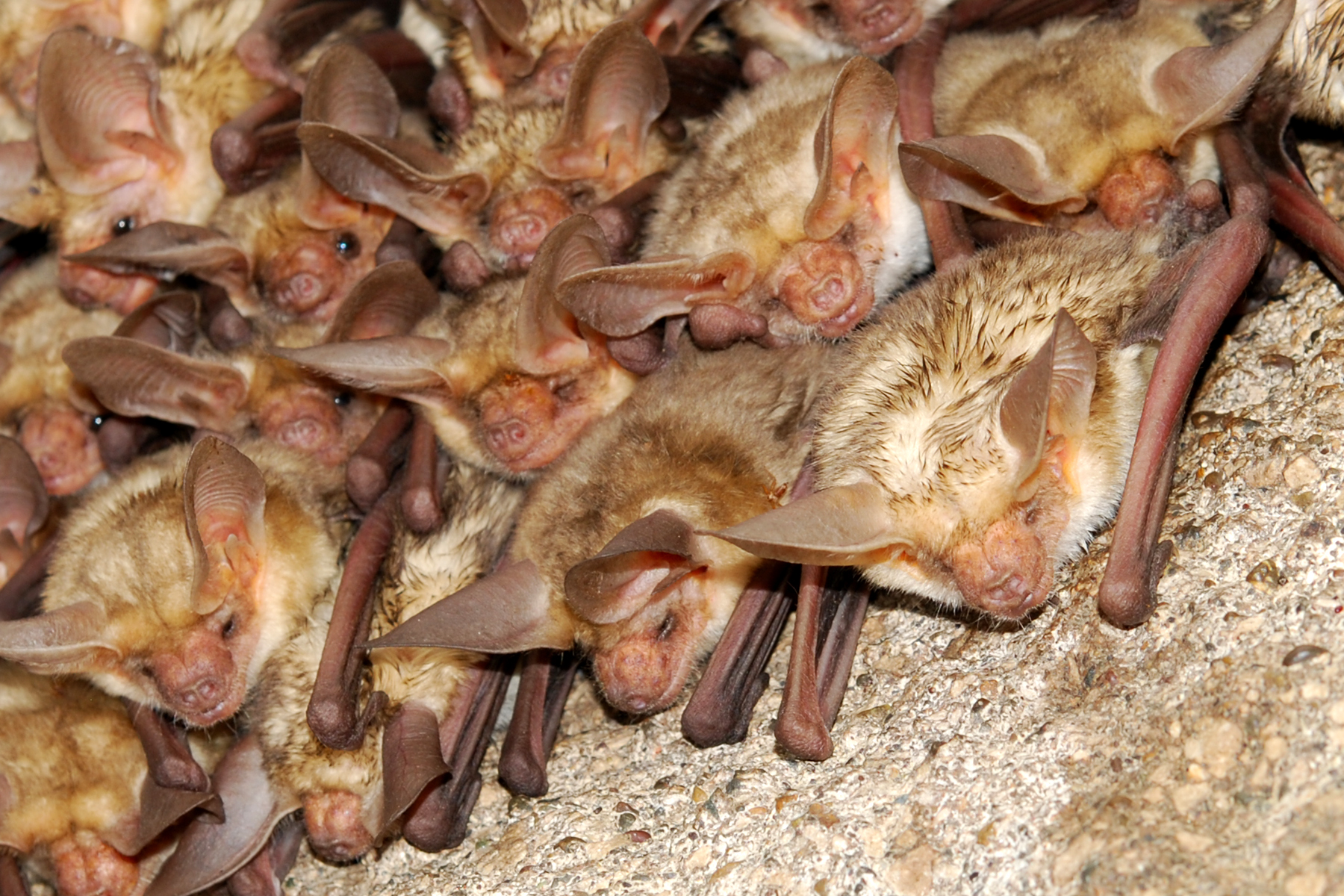
Colonie dAntrozous pallidus (Madera Canyon, Santa Rita Mountains, Sud-Est de l'Arizona).

Antrozous pallidus habite les régions arides et semi-arides de l'ouest de l'Amérique du Nord. Elle préfère les terrains avec peu de végétation, tels que les prairies d'armoise, les prairies sèches et les champs cultivés, mais on la trouve aussi dans les forêts de conifères. Il lui faut des crevasses dans des falaises et des parois rocheuses afin qu’elle puisse se percher durant le jour et se reproduire, mais celles-ci ne sont pas nombreuses dans son aire de répartition. Au Canada, l’espèce semble être limitée aux fonds de vallées en basse altitude.

## Menaces
Le climat rigoureux et la faible disponibilité d'habitats adéquats seraient les facteurs principaux qui limitent les populations d’Antrozous pallidus au Canada. Elle est menacée par la perte continue d'habitat découlant de l'explosion démographique humaine, l'aménagement urbain et l'utilisation des terres à des fins de divertissement et d'agriculture, notamment la fruiticulture. Les pesticides sont aussi une menace surtout dans les régions fruiticoles puisque ces chauves-souris sont insectivores et peuvent être empoisonnées lorsqu’elles consomment des proies contaminées, notamment les insectes nuisibles à l'agriculture.

## Protection
Au Canada, Antrozous pallidus est protégée en vertu de la Loi sur les espèces en péril (LEP) du gouvernement fédéral. Des recherches se poursuivent dans la région d'Osoyoos afin de repérer les habitats les plus importants pour cette espèce.